# Gallia christiana
Gallia christiana in provincias eclesiásticas distributa, es una obra enciclopédica de historia eclesiástica de Francia escrita en latín por varios autores entre los siglos XVII y XIX. 

## Historia de la publicación
Claude Robert, sacerdote de la diócesis de Langres, publicó en 1626 la primera edición de la Gallia christiana, un único volumen en el que incluía otras diócesis de fuera de la Galia junto con una breve historia de las sedes metropolitanas, de sus catedrales y monasterios, y datos biográficos de sus obispos y abades. Corregía y completaba así la obra que Jean Chenu había sacado cinco años antes, Archiepiscoporum et episcoporum Galliæ chronologica historia, un catálogo cronológico de los prelados de las diócesis francesas conocidos hasta la fecha. 
También en 1626, la asamblea del clero de Francia comisionó a los hermanos gemelos Scévole y Louis de Sainte-Marthe, cronistas oficiales de Francia que ya habían colaborado con Chenu y con Robert, la redacción de una obra más extensa y elaborada; ambos murieron sin haberla terminado, y la tarea le fue encomendada a los hijos del primero: Pierre, Abel y Nicolas-Charles, quienes presentaron su obra a la asamblea en 1656: cuatro volúmenes in folio y en orden alfabético; los Samarthani o Sanmartanos, como eran conocidos popularmente los de esta familia, anunciaban en el prefacio la próxima aparición de una segunda edición corregida y ampliada, que nunca llegó a publicarse. En 1660 Jean Colomb publicó ciertas adiciones a la obra en "Noctes Blancalandanæ".
La renovación de la obra le fue encomendada en 1710 a otro miembro de la familia Sainte-Marthe, Denis, superior general de la congregación de San Mauro de monjes benedictinos; fallecido tras sacar los primeros tres tomos, le sucedieron sus compañeros de religión: a lo largo del siglo XVIII Jean Thiroux, Joseph Duclou, Claude Bohier, Barthélemy Petit de la Croix, Félix Hodin, Etienne Brice, Michel Toussaint Chrétien Duplessis, Pierre Henri, Jacques Taschereau y otros fueron completando la obra hasta alcanzar los 13 volúmenes, el último de ellos aparecido en 1785. Contemporáneo suyo fue el abad Hugues du Tems, que por las mismas fechas redactó "Le clergé de France", de los que solo llegaron a publicarse cuatro tomos de los siete proyectados. 
La redacción de la obra quedó interrumpida cuando durante la Revolución francesa la congregación de San Mauro fue suprimida y su superior asesinado en las masacres de septiembre de 1792. Fue necesario esperar hasta que a mediados del siglo XVIII Jean-Barthélemy Hauréau continuó su labor publicando otros tres volúmenes más; por estas mismas fechas fue Honoré Fisquet quien compitió con la Gallia sacando los 22 tomos de "La France Pontificale". 
A finales del siglo XIX Joseph Hyacinthe Albanès proyectó una revisión completa de la obra, pero murió antes de que el primer volumen saliera a la luz; Ulysse Chevalier utilizó sus notas para sacar tres tomos titulados "Gallia Christiana novissima" entre los años 1899-1901.

Diócesis de Francia en 1801.

| \| Tomo \| Año \| Iglesia de que trata \| \| Gallia christiana \| \| \| \| Vol. I \| 1715 \| Albi, Aix, Arlés, Aviñón y Auch. \| \| Vol. II \| 1720 \| Bourges y Burdeos. \| \| Vol. III \| 1725 \| Cambrai, Colonia y Embrun. \| \| Vol. IV \| 1728 \| Lyon. \| \| Vol. V \| 1731 \| Malinas y Maguncia. \| \| Vol. VI \| 1739 \| Narbona. \| \| Vol. VII \| 1744 \| París y diócesis sufragáneas. \| \| Vol. VIII \| 1744 \| París y sufragáneas (continuación). \| \| Vol. IX \| 1751 \| Reims. \| \| Vol. X \| 1751 \| Reims (continuación). \| \| Vol. XI \| 1759 \| Ruan. \| \| Vol. XII \| 1771 \| Sens y Tarentaise. \| \| Vol. XIII \| 1785 \| Toulouse y Tréveris. \| \| Vol. XIV \| 1856 \| Tours. \| \| Vol. XV \| 1860 \| Besançon. \| \| Vol. XVI \| 1865 \| Vienne. \| \| Gallia christiana novissima \| \| \| \| Vol. I \| 1899 \| Aix, Apt, Fréjus, Gap, Riez y Sisteron. \| \| Vol. II \| 1899 \| Marsella. \| \| Vol III \| 1901 \| Arlés. \| |      |                                         |
| Tomo | Año  | Iglesia de que trata                    |
| Gallia christiana |      |                                         |
| Vol. I | 1715 | Albi, Aix, Arlés, Aviñón y Auch.        |
| Vol. II | 1720 | Bourges y Burdeos.                      |
| Vol. III | 1725 | Cambrai, Colonia y Embrun.              |
| Vol. IV | 1728 | Lyon.                                   |
| Vol. V | 1731 | Malinas y Maguncia.                     |
| Vol. VI | 1739 | Narbona.                                |
| Vol. VII | 1744 | París y diócesis sufragáneas.           |
| Vol. VIII | 1744 | París y sufragáneas (continuación).     |
| Vol. IX | 1751 | Reims.                                  |
| Vol. X | 1751 | Reims (continuación).                   |
| Vol. XI | 1759 | Ruan.                                   |
| Vol. XII | 1771 | Sens y Tarentaise.                      |
| Vol. XIII | 1785 | Toulouse y Tréveris.                    |
| Vol. XIV | 1856 | Tours.                                  |
| Vol. XV | 1860 | Besançon.                               |
| Vol. XVI | 1865 | Vienne.                                 |
| Gallia christiana novissima |      |                                         |
| Vol. I | 1899 | Aix, Apt, Fréjus, Gap, Riez y Sisteron. |
| Vol. II | 1899 | Marsella.                               |
| Vol III | 1901 | Arlés.                                  |